# Kenwood (California)
Kenwood es un lugar designado por el censo ubicado en el condado de Sonoma en el estado estadounidense de California. En el año 2010 tenía una población de 1028 habitantes.

## Geografía
Kenwood se encuentra ubicado en las coordenadas 38°24′50″N 122°32′46″O / 38.41389, -122.54611.